# 安田企業投資
安田企業投資株式会社（やすだきぎょうとうし）は、かつて存在した日本のベンチャーキャピタルである。本社は東京都千代田区。
日本最古のベンチャーキャピタルの一つである、日本エンタープライズデベロップメント（NED）の資産・人材を継承して設立。損害保険ジャパン日本興亜、明治安田生命が株主だった。
親会社の明治安田生命保険が毎年発行している、ディスクロージャー資料「明治安田生命の現況」において、2017年度版では安田企業投資および安田企業投資4号投資事業有限責任組合は子会社として記載されていたが、2018年度版では安田企業投資4号投資事業有限責任組合は子会社から外れ清算中と書かれている。その後、2018年中に安田企業投資のホームページが閲覧できなくなりドメインも更新されず失効、2019年1月には会社の清算が終わり、実質解散した。